# Верлінський Борис Олександрович
Верлі́нський Борис Олександрович (*15 травня 1930, місто Золотоноша — †31 січня 2003, місто Черкаси) — Заслужений працівник культури УРСР (1967), директор Черкаської обласної філармонії (1975—1982), Черкаського обласного музично-драматичного театру (1982—1994), Черкаського обласного театру ляльок (1994—2003), Почесний громадянин міста Черкаси.

## Біографія
Народився Борис Олександрович у місті Золотоноша Черкаської області у родині службовців. Батько — Олександр Борисович — був золотоніським підпільником у роки другої світової війни. Під час однієї із операцій потрапив у оточення та загинув. Мати працювала лікарем, померла 1956 року. Навчався у золотоніській школі. Під час війни родина переїхала до міста Фергана (Узбекистан), опісля — повернулися додому. Малий Борис продовжив навчання.
Після школи закінчив бухгалтерські курси і 1949 року працював старшим бухгалтером міського будинку інвалідів. З 1952 року працював завідувачем міського клубу піонерів, потім директором міського будинку культури. 1954 року закінчив Золотоніський педагогічний технікум, 1968 року — Ленінградську вищу профспілкову школу. З 1963 року працював директором Ватутінського будинку культури. 1970 року почав працювати у кінопрокаті, з 1975 року став директором Черкаської обласної філармонії, з 1982 року — директором Черкаського обласного музично-драматичного театру, а з 1994 року — директором Черкаського обласного театру ляльок.

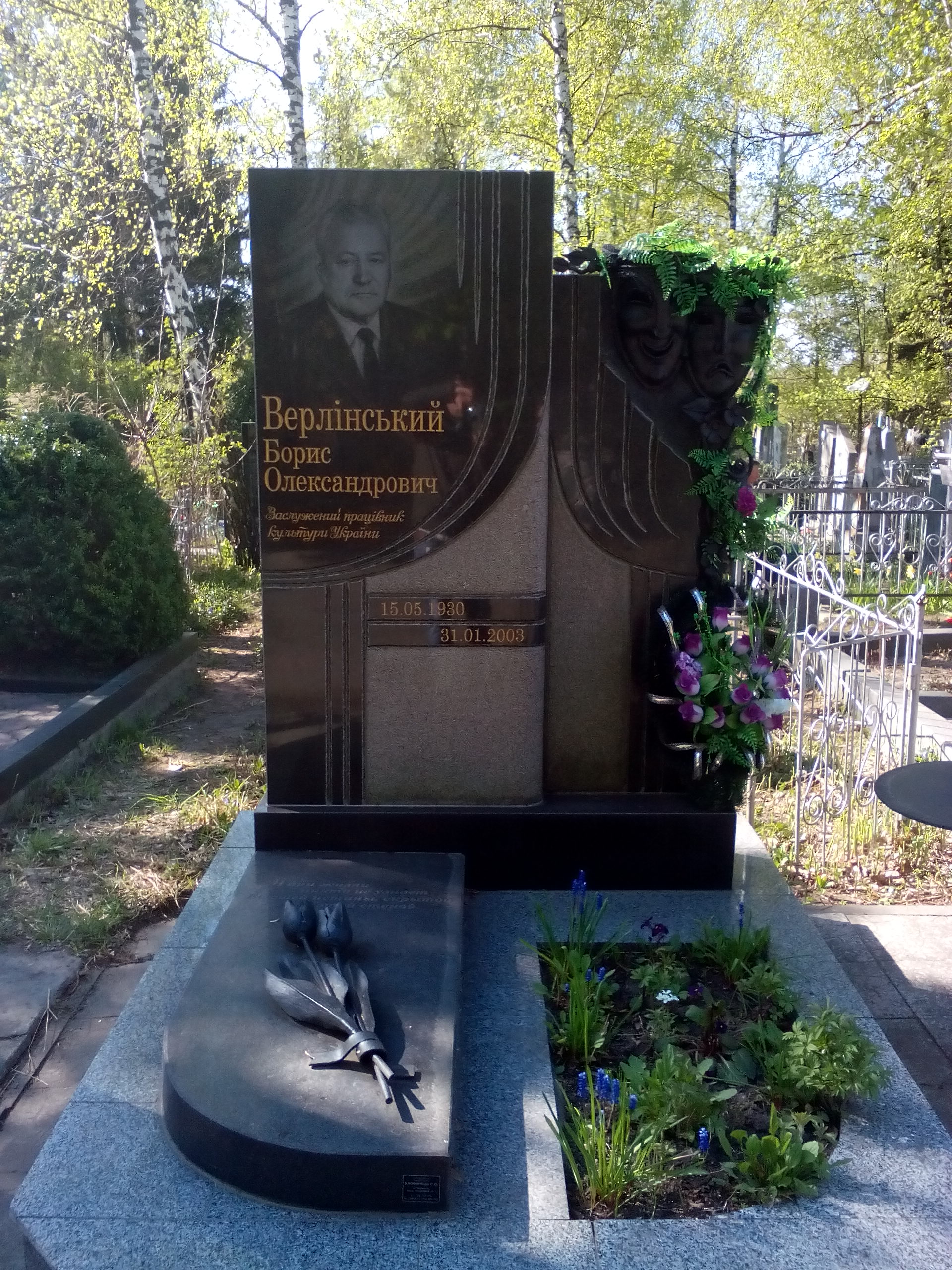
Могила Верлінського

Помер 31 січня 2003 року, похований на міському кладовищі Черкас.